# Anna Hřímalá
Anna Hřímalá, křtěná Anna Johanna (25. ledna 1841 Plzeň – 1897 Salcburk), byla česká klavíristka, operní pěvkyně a překladatelka děl Jaroslava Vrchlického do ruštiny.